# Милютин, Александр Александрович
Александр Александрович Милютин (род. 11 марта 1960, Наумовка, Угловский район, Алтайский край, РСФСР, СССР) — казахстанский политический деятель, депутат Мажилиса Парламента Республики Казахстан II, III, IV, V, VII созывов (1999—2016, с 2021 года).

## Биография
Трудовую деятельность начал в 1977 году рабочим совхоза Калининский Угловского района Алтайского края.
1982—1984 гг. — монтажник, изолировщик, слесарь треста «Промстрой» (Москва).
1984—1991 гг. — мастер, прораб линейного участка № 2 Семипалатинского монтажного управления треста «Казпромтехмонтаж».
1991—1998 гг. — заместитель директора, вице-президент по производству, вице-президент АО «Зергер» (город Семипалатинск).
1995—1999 гг. — депутат Семипалатинского, Восточно-Казахстанского областного маслихатов.
1998—1999 гг. — вице-президент Семипалатинского мясоконсервного комбината.
1999—2016 гг. — депутат Мажилиса Парламента Республики Казахстан II, III, IV, V созывов от партии «Нур Отан».
С января 2021 года — депутат Мажилиса Парламента Республики Казахстан VII созыва от Народной партии Казахстана, председатель Комитета по вопросам экологии и природопользованию.

## Награды
- Орден «Курмет» (2005)
- Почётный гражданин Бородулихинского района (2002)
- Почётный гражданин Бескарагайского района (2008)
- Медаль «МПА СНГ. 25 лет» (27 марта 2017 года, Межпарламентская ассамблея СНГ) — за заслуги в деле развития и укрепления парламентаризма, за вклад в развитие и совершенствование правовых основ функционирования Содружества Независимых Государств, укрепление международных связей и межпарламентского сотрудничества[2]